# Miguel Direnna
Miguel Direnna (18 de julio de 1979, Salto, Uruguay), es un ex ciclista uruguayo.
Especialista en contrarreloj individual, se ubicó en los primeros puestos de la general en las principales pruebas de Uruguay.
Su máximo lauro dentro del ciclismo uruguayo fue en 2003, cuando venció en Rutas de América defendiendo al Club Atlético Villa Teresa, competición a la cual subió al podio en 2 oportunidades más (2004 y 2005), ambas en la 2.ª posición. Su mejor actuación en la Vuelta Ciclista del Uruguay fue en la edición de 2004, cuando culminó en 3.er lugar.
También se radicó y compitió en Brasil, donde compitió en el Avaí y obtuvo un 2º lugar en la Vuelta de Porto Alegre en 2006.

## Palmarés
2003
- General de Rutas de América, más 1 etapa

2006
- 1 etapa Rutas de América